# Raad voor Vergunningsbetwistingen

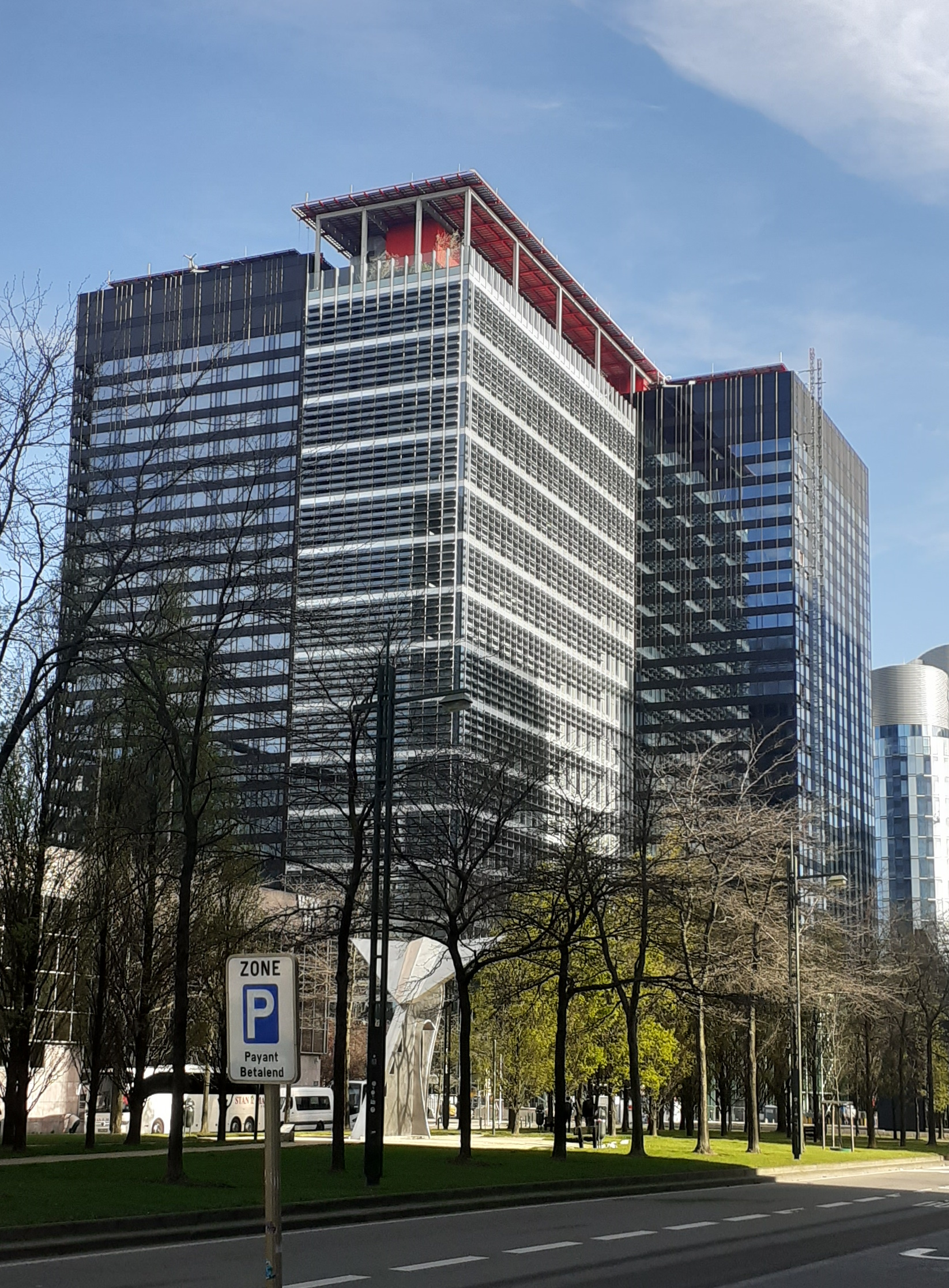
Belpairegebouw in Brussel-Noord, gebouw van de Vlaamse overheid waar de DBRC zetelt

De Raad voor Vergunningsbetwistingen (RvVb) is een Vlaams administratief rechtscollege dat zich uitspreekt over beroepsprocedures inzake ruimtelijke ordening. De oprichting van de RvVb werd vastgelegd in Vlaamse Codex Ruimtelijke Ordening. De RvVb is operationeel sinds 1 december 2009, voorheen was de Raad van State het bevoegde rechtscollege.
Sinds 2014 valt de RvVb onder de overkoepelende structuur van de Dienst van de Bestuursrechtscolleges (DBRC), waaronder ook het Milieuhandhavingscollege en de Raad voor Verkiezingsbetwistingen zich bevinden.

## Bevoegdheden
De Raad doet uitspraak in volgende beroepsprocedures:
- vergunningsbeslissingen: alle beroepen die worden ingediend over "beslissingen" van het bevoegde bestuur in laatste aanleg tot het afleveren (of weigeren) van een bouwvergunning of een verkavelingsvergunning. Sinds de inwerkingtreding van het Omgevingvergunningdecreet is de Raad bevoegd voor beslissingen inzake een omgevingsvergunning of aktename van een melding, alsook van de bijstelling van de voorwaarden bij dergelijke beslissing of een afwijking van de algemene en sectorale milieuvoorwaarden.[2] Dergelijke beslissing kan betrekking hebben op stedenbouwkundige handelingen (vroegere bouwvergunning), een ingedeelde inrichting of activiteit (IIOA) (vroegere milieuvergunning), kleinhandelsactiviteiten (vroegere socio-economische vergunning) en/of vegetatiewijzigingen (vroegere natuurvergunning).
- registratiebeslissingen, alle beroepen over het "vergund geacht" zijn van gebouwen en constructies en de (weigering tot) opname in het vergunningenregister.
- onteigeningsbeslissingen in toepassing van het Vlaams Onteigeningsdecreet van 24 februari 2017.[3] De RvVB kan op verzoek over de wettigheid van deze beslissingen oordelen totdat de vrederechter door de overheid gevat is om te beslissen over de verschuldigde onteigeningsvergoeding.

De RvVb kan enkel een besluit vernietigen dat in strijd is met de wetgeving of de algemene rechtsbeginselen van behoorlijk bestuur. De Raad is als rechtscollege niet bevoegd om zijn eigen beoordeling over de inhoud en opportuniteit van de zaak in de plaats te stellen van die van het bestuur, maar gaat enkel na of het bestuur zijn beoordelingsbevoegdheid naar behoren heeft uitgeoefend. Illustratie: wanneer een burger in beroep gaat tegen een vergunningsbeslissing, zal de RvVb enkel onderzoeken of de overheid de wettelijke regels heeft gevolgd bij het verlenen ervan en of de beslissing niet kennelijk onredelijk en afdoende gemotiveerd is. De RvVb beoordeelt echter niet of het een "goed" project is dat wordt vergund.